# هری پاتر و یادگاران مرگ – قسمت اول
هری پاتر و یادگاران مرگ – قسمت اول (به انگلیسی: Harry Potter and the Deathly Hallows - Part 1) فیلمی فانتزی به کارگردانی دیوید ییتس و عنوان هفتمین قسمت از مجموعهٔ فیلم‌های هری پاتر است که سال ۲۰۱۰ اکران شد. این فیلم بخش اول از عنوان دو قسمتی یادگاران مرگ به‌شمار می‌رود که بر اساس رمانی به همین نام، اثر جی.کی. رولینگ ساخته شده‌است. بخش دوم و آخرین قسمت در این مجموعه فیلم نیز با نام هری پاتر و یادگاران مرگ - قسمت دوم در سال ۲۰۱۱ اکران شد.

## داستان

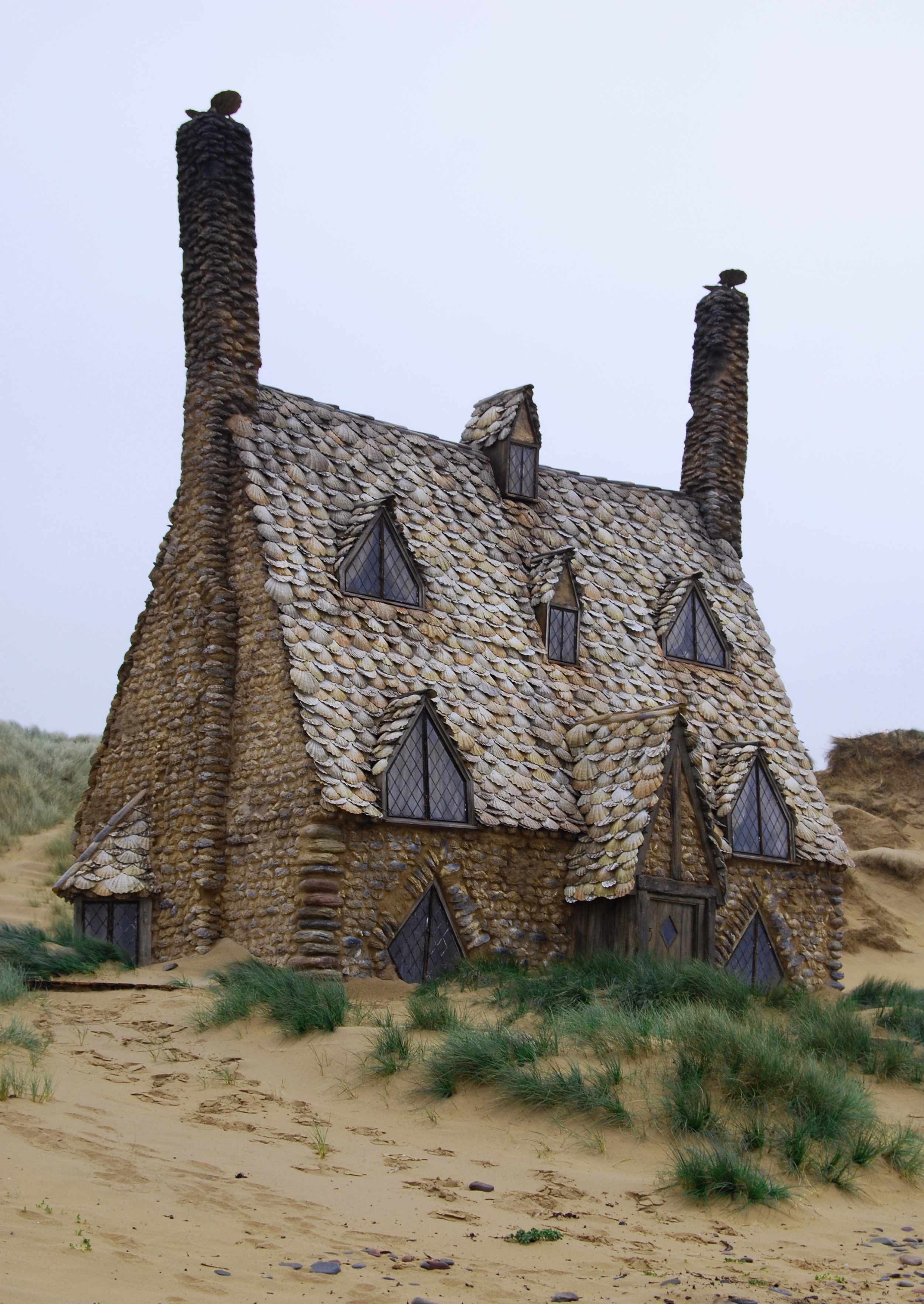
کلبه صدفی در فیلم

لرد ولدمورت قوی‌تر شده و قدرتش در حال رشد است. در حال حاضر وزارت سحر و جادو و هاگوارتز در کنترل اوست. هری، رون و هرماینی تصمیم گرفته‌اند کار دامبلدور را به پایان برسانند و بقیه جان‌پیچ‌ها را پیدا کنند تا ولدمورت را شکست بدهند. اما برای این سه نفر و بقیهٔ دنیای جادوگری امید کمی باقی‌مانده‌است. در جریان جستجو برای جان پیچ‌ها هری، هرماینی و رون متوجه می‌شوند افسانه یادگاران مرگ حقیقت دارد و ولدمورت به دنبال ابر چوبدستی است؛ در پایان این قسمت مشاهده می‌کنیم دابی جن برای نجات هری پاتر جان خود را از دست می‌دهد و ولدمورت ابر چوبدستی را در آرامگاه آلبوس دامبلدور میابد.

## بازیگران
بازیگران و از جمله کارگردان (دیوید ییتس) تغییری نکرده‌اند. بازیگران جدید افزوده شده به دو قسمت آخر مجموعه فیلم‌های هری پاتر:
- تابی رگبو در نقش جوانی «آلبوس دامبلدور»
- بیل نای در نقش «روفوس اسکریم جیور»
- جان هرت در نقش آقای «اولیوندر»
- ریس ایفانز در نقش «زنوفیلیوس لاوگود»
- جیمی کمپبل باور در نقش «گلرت گریندل‌والد»
- میراندا ریچاردسون در نقش «ریتا اسکیتر»
- وارویک دیویس در نقش «گریپ هوک و فلیت ویک»
- کیران هایندز در نقش «آبرفورت دامبلدور»
- کلیمانس پوزی در نقش «فلور دلاکور»
- راده سربزیا در نقش «گرگوروویچ»
- دامنال گلیسون در نقش «بیل ویزلی»
- مایکل فیرلی در نقش «هرماینی گرنجر»
- دیوید رایال در نقش «الفیاس داج»
- ماتی لوک گیبز در نقش «خاله موریل»
- هیزل داگلاس در نقش «باتیلدا بگشات»
- استفان رودری در نقش «رگ کترمول»